# 105-я авиационная бригада
105-я авиационная бригада (серб. 105. ваздухопловна бригада) — авиационное соединение армии Республики Сербская Краина, подчинявшееся напрямую Главному штабу ВС РСК. Официально бригада была сформирована 11 апреля 1993 года, взяв номер распущенного 105-го истребительно-бомбардировочного авиационного полка ВВС Югославии, базировавшегося в аэропорту Удбина. Принимала участие в боях в Хорватии и в Боснии и Герцеговине. Была распущена в августе 1995 года после операции «Буря» и перехода основной части Сербской Краины под контроль Хорватии.

## История

### 56-я эскадрилья МВД РСК
В начале войны в Хорватии на аэродромах Земуник и Удбина, бывших в составе Сербской Краины (РСК), базировались подразделения Югославской народной армии (ЮНА). После подписания Сараевского перемирия и вывода сил ЮНА из Краины весной 1992 года контроль над аэродромами был передан формированиям краинских сербов. Им же были оставлены несколько самолётов и вертолётов. Так как Территориальная оборона (ТО) РСК подлежала демобилизации, вертолёты были переданы Милиции Краины. В её составе 5 апреля 1992 года была сформирована 56-я вертолётная эскадрилья.
С 12 июня 1992 года 56-я эскадрилья МВД РСК участвовала в операции «Коридор-92», где в наступлении кроме Войска Республики Сербской были задействованы и силы Милиции Краины. В этот период в состав эскадрильи входило пять вертолётов «Газела» и два Ми-8. Командиром был Дарко Секулич, а его заместителем — Любомир Проданович. В этих боях местом дислокации краинской эскадрильи был стадион в Прняворе. Во время операции вертолёты доставляли грузы, эвакуировали раненых и т. д. После завершения первого этапа операции часть сил Милиции Краины вернулась в РСК, однако 56-я эскадрилья осталась на фронте. Несколько вертолётов вернулись в Краину 1 августа, а оставшиеся по просьбе генерала Момира Талича использовались в боях до конца 1992 года. 17 ноября 1992 года командир эскадрильи Дарко Секулич погиб во время падения вертолёта.
27 ноября 1992 года руководство Сербской Краины издало приказ об организационных изменениях в армии. Были созданы Главный штаб и шесть корпусов, ответственных за определённые географические области, каждый со своим штабом. Подразделения ТО и бригады отдельных подразделений милиции были распущены, их личный состав пополнил новые корпуса. В январе 1993 года хорватская армия предприняла наступление на населённые пункты в районе Масленицкого моста и плотину Перуча. В контратаках сербы задействовали вертолёты 56-й эскадрильи, оснащённые противотанковыми ракетами «Малютка». По сербским данным, ими было уничтожено шесть хорватских танков. Использование вертолётов командование оценило как успешное, и эскадрилья получила пополнение как личным составом, так и несколькими новыми вертолётами. 9 марта 1993 года один из вертолётов эскадрильи упал близ села Кашич, задев дерево во время полёта. Вертолёт был признан пригодным к восстановлению и был отправлен на ремонт в Союзную республику Югославию, на предприятие «Мома Станойлович» в Батайнице.

### Создание и развитие 105-й бригады
Бои за Масленицкий мост, продолжавшиеся зимой—весной 1993 года, ускорили создание ВВС и ПВО в армии Сербской Краины. 11 апреля 1993 года, уже после окончания активной фазы боёв, на аэродроме Удбина была создана 105-я авиационная бригада. Номер был выбран по 105-му истребительно-бомбардировочному авиационному полку ВВС СФРЮ, который базировался на аэродроме Земуник близ Задара. В состав бригады вошли две эскадрильи, батальон тылового обеспечения, дивизион ПВО и другие подразделения. Командиром бригады был назначен подполковник Ратко Допуджа. Часть вертолётов была передана из 56-й эскадрильи МВД, после чего та формально больше не имела отношения к вооружённым силам, оставшись в подчинении Министерства внутренних дел РСК.
На протяжении весны—осени 1993 года шло комплектование бригады личным составом и военной техникой. Первым боевым самолётом в её составе стал Г-2 «Галеб», ранее бывший экспонатом на аэродроме Земуник. Вскоре бригаде были переданы ещё несколько самолётов, в том числе Ј-21 «Ястреб», «Утва-66», самолёты сельскохозяйственного назначения и т. д. Краинское МВД передало в состав подразделения и несколько вертолётов «Газела». Командование бригады отмечало, что в процессе её формирования столкнулось с нехваткой материальных средств, горючего, униформ и т. д., однако моральное состояние личного состава было высоким, а сведения о появлении собственной авиации оказывали положительное воздействие как на военных, так и на гражданское население РСК.
Летом 1993 года Главный штаб армии РСК позволил ВВС боснийских сербов использовать аэродром Удбина, так как 9 октября 1992 года Совет безопасности ООН принял резолюцию № 781, запрещавшую полёты на Боснией и Герцеговиной. Таким образом Войско Республики Сербской обошло запрет и возобновило полёты боевой авиации, поскольку воздушное пространство Сербской Краины оставалось открытым. Помимо нескольких самолётов боснийские сербы перебросили в Краину также две батареи ЗРК «Куб».
Впервые участие в боях бригада приняла во время хорватского наступления на села Медакского кармана (9—15 сентября 1993 года). Первые авиаудары по наступавшим подразделениям противника и его позициям были совершены 11 сентября. Целями самолётов и вертолётов 105-й бригады были бронетехника хорватской армии, транспортные колонны и укреплённые позиции в районе Медакского кармана и Госпича. По оценкам современных сербских историков, участие краинской авиации в боях стало неожиданностью для хорватского командования. Тем не менее, хорватская армия сумела сконцентрировать в зоне боёв значительные силы ПВО, серьёзно осложнившие сербским пилотам нанесение авиаударов. По итогам боёв сербская сторона заявила об уничтожении танка и ЗСУ вертолётами 105-й бригады.
Анализ боевых действий и применения авиации вынудил Главный штаб СВК принять ряд мер по усилению ВВС и ПВО. Из состава ВВС Союзной Республики Югославии было передано несколько снятых с вооружения самолётов J-21 «Ястреб». В октябре 1993 года анализом ситуации в ВВС и ПВО Сербской Краины занималась группа офицеров из Войска Республики Сербской. Они отметили, что функционирование 105-й бригады во многом зависит от помощи со стороны Югославии и Республики Сербской, и предложили Главному штабу СВК интегрировать свою авиацию в состав ВРС. Командующий краинской армией генерал Миле Новакович принял их предложение, но на практике это так и не было реализовано.
22 декабря 1993 года Главный штаб СВК начал формирование ВВС и ПВО как вида войск. В его состав, кроме 105-й авиационной бригады, также вошли 44-я бригада ПВО и 45-й батальон воздушного наблюдения. 28 февраля 1994 по просьбе ВРС 105-я бригада выделила шесть штурмовиков J-21 «Ястреб» для атаки на военные заводы боснийских мусульман в Травнике и Бугойне. За штурвалами пяти из них были пилоты из состава ВРС, в шестом находился начальник штаба 105-й бригады Урош Студен. Прикрытие осуществляли два штурмовика J-22 «Орао» из ВРС. После авиаудара по заводам штурмовики были перехвачены авиацией НАТО, контролировавшей бесполётную зону над Боснией и Герцеговиной, которая сбила пять из них. Погибли три пилота. Шестой самолёт был повреждён, но пилот сумел приземлиться на аэродром Удбина.
В мае 1994 года укомплектованность бригады составляла около 38 %, пилотов было только 20 % от задаваемого организационно-штатной структурой числа. Запросы о предоставлении более современных самолётов не были удовлетворены югославской армией, и основой лётного парка бригады остались J-21 «Ястреб». В то же время из состава ВВС и ПВО СРЮ в авиацию и подразделения ПВО Сербской Краины была отправлена группа офицеров, которые менялись по ротации спустя некоторое время. 10 декабря 1994 года в личный состав бригады насчитывал 318 человек, вместо 987 положенных по спискам.
Осенью 1994 года самолёты ВРС, дислоцированные на аэродроме Удбина, были активно задействованы в контрнаступлении боснийских сербов на Бихачский карман. Первоначально они выпускали ракеты из воздушного пространства Сербской Краины, не нарушая бесполётную зону над Боснией и Герцеговиной. Но 18 ноября 1994 года два J-22 «Орао» атаковали военные и индустриальные объекты непосредственно в Бихаче и один самолёт упал, задев крылом трубу заводскую трубу. В итоге, чтобы прекратить использование аэродрома Удбина, НАТО 21 ноября нанесло по нему массированный авиаудар. Бомбардировке также подверглись позиции противовоздушной обороны Сербской Краины в регионе Бания, а Республики Сербской — в Западной Боснии. Размещённые на аэродроме самолёты 105-й бригады не пострадали, однако были уничтожены два ЗУ Bofors L60 из состава дивизиона ПВО, а два вертолёта повреждены. Погибло двое солдат и ещё четверо или пятеро были ранены.
Новая военная доктрина, принятая руководством Сербской Краины в феврале 1995 года, предполагала, что в случае широкомасштабной хорватской атаки 105-я бригада примет участие в боях в тесном взаимодействии с силами ВВС и ПВО Республики Сербской, а также с подразделениями армии Союзной Республики Югославии. Среди её задач были разведывательные действия, сбор данных о силах противника, в том числе размещённых в его тылу, огневая поддержка наземных подразделений, эвакуация раненых, транспорт грузов и т. д. В случае вывода из строя инфраструктуры аэродрома Удбина 105-я бригада должна была использовать аэродромы Республики Сербской.

### Хорватские наступления в 1995 году
Во время хорватской атаки на Западную Славонию для участия в боях из состава 105-й бригады были выделены два вертолёта СОКО «Газела», оснащённые противотанковыми ракетами «Малютка». Они прибыли в этот регион утром 1 мая и получили от командования 18-го Западно-Славонского корпуса приказ атаковать хорватскую бронетехнику у Ясеноваца и села Горньи-Райичи. К тому моменту Ясеновац был занят хорватами, а пилоты посланного туда вертолёта не обнаружили танков противника. Экипаж другого вертолёта выпустил две ракеты по хорватской бронетехнике, не уничтожив её. 2 мая, не имея приказов от штаба дезорганизованного 18-го корпуса, вертолёты по собственной инициативе проводили разведывательные полёты, а на следующий день вернулись на аэродром Удбина.
В июне—июле 1995 года краинская авиация активизировала подготовку личного состава, выросло число полётов. Кроме того, её самолёты во взаимодействии с авиацией боснийских сербов оказывали поддержку наземным войскам в боях с хорватским силами в Западной Герцеговине. Особенно активные бои в этом районе шли в конце июля 1995 года, когда силы боснийских хорватов и регулярной армии Хорватии заняли Гламоч и Босанско-Грахово.
Согласно данным командира бригады Ратко Допуджи, непосредственно перед хорватской операцией «Буря» укомплектованность бригады личным составом была на уровне 40 %, а исправность самолётов и вертолётов — 90 %. Нехватку пилотов компенсировали за счёт ВРС и 11-го корпуса армии РСК. Для самолётов было построено 30 укрытий, ещё 70 предназначались для прочей техники и материальных средств.
Начало операции «Буря» для 105-й бригады ознаменовалось артиллерийским обстрелом аэродрома Удбина. Наибольшей интенсивности обстрел достиг рано утром 4 августа, затем в течение дня хорватская артиллерия выпускала по нему по одному снаряду с интервалом в 10 минут. Несмотря на это, с самого начала операции самолёты 105-й бригады оказывали поддержку силам 7-го Северо-Далматинского, 15-го Ликского, 21-го Кордунского и 39-го Банийского корпусов. В частности, были атакованы хорватские подразделения, прорвавшие сербскую оборону на перевале Мали-Алан и горе Динара. Также в вылетах участвовали и штурмовики ВРС, дислоцированные на аэродроме. Наряду с пилотами эскадрилий за штурвалами самолётов были и командир бригады Ратко Допуджа, а также командир 92-й смешанной авиационной бригады ВВС и ПВО Республики Сербской Милан Перич.
5 августа из-за осложнения ситуации на фронте генерал Никола Лончар приказал Допудже эвакуировать самолёты на аэродром Маховляни, а оставшиеся материально-технические средства уничтожить. В этот день аэродром Удбина подвергся бомбардировке со стороны двух МиГ-21 хорватских ВВС. Большая часть самолётов и вертолётов 105-й бригады передислоцировались в Республику Сербскую. Часть оставшегося имущества и боеприпасов были уничтожены при эвакуации. Занявшие аэродром хорватские подразделения обнаружили там три самолёта «Утва-66», один «Утва-75», два J-20 «Крагуй», три J-21 «Ястреб», два Г-2 «Галеб» и один сельскохозяйственный самолёт.
После окончания хорватского наступления бригада была расформирована на территории Республики Сербской.

## Организационно-штатная структура
Состав 105-й бригады был утверждён решением Главного штаба 10 апреля 1993 года. Согласно ему, структура соединения выглядела следующим образом:
- штаб
- взвод военной полиции
- группа контроля полётов
- 249-я истребительно-бомбардировочная эскадрилья
- 728-я смешанная вертолётная эскадрилья
- батальон тылового обеспечения
- лёгкий артиллерийско-ракетный дивизион ПВО

## Вооружение
| Тип                | Производство | Назначение                       | Количество  | Фото   |
| ------------------ | ------------ | -------------------------------- | ----------- | ------ |
| СОКО Ј-21 Јастреб  | СФРЮ         | истребитель-бомбардировщик       | 16          |        |
| СОКО Г-2 Галеб     | СФРЮ         | учебный самолёт/лёгкий штурмовик | 2           | [ 22 ] |
| СОКО Ј-20 Крагуј   | СФРЮ         | лёгкий штурмовик                 | неизвестно  |        |
| Утва-66            | СФРЮ         | учебный самолёт                  | неизвестно  |        |
| Утва-75            | СФРЮ         | учебный самолёт                  | неизвестно  |        |
| Ан-2               | СССР         | лёгкий многоцелевой самолёт      | 1           |        |
| СОКО Газела        | СФРЮ         | многоцелевой вертолёт            | 8           |        |
| Ми-8Т              | СССР         | транспортный вертолёт            | 2           |        |
| ЗСУ М53/59 «Прага» | СФРЮ         | зенитная самоходная установка    | неизвестно. |        |
| Bofors L60         | СФРЮ         | зенитное орудие                  | неизвестно. |        |